# Sabit Uka
Sabit Uka (ur. 5 listopada 1920 w Sllatinë e Madhe, zm. 2 września 2006 w Antalyi) – jugosłowiański i kosowski geograf oraz historyk.

## Życiorys
Pochodził z ubogiej rodziny, ukończył 5-letnią szkołę podstawową w swojej rodzinnej wsi. Został powołany do służby wojskowej w armii jugosłowiańskiej, jednak po kapitulacji Jugosławii w 1941 roku został jeńcem wojennym, pozostając nim do końca II wojny światowej; nauczył się wówczas języków niemieckiego, włoskiego i angielskiego,
W latach 1949–1950 był dyrektorem szkoły średniej w Štimljem, następnie pracował jako inspektor edukacji w gminie Gračanica. W 1955 roku ukończył specjalizację z geografii i historii w Wyższej Szkole Pedagogicznej w Niszu, co pozwoliło mu następnie pracować jako nauczyciel historii w Wyższej Szkole Rolniczej w Prisztinie, w której w latach 1959–1960 pełnił funkcję wicedyrektora. W roku 1968 został dyrektorem szkoły technicznej w Prisztinie, a na początku lat 80. nauczał w Europie Zachodniej.
Opublikował liczne prace poruszające historię Albańczyków, wniósł istotny wkład w temat wygnania Albańczyków z Kosowa z lat 1877–1878.
Zmarł 2 września 2006 roku w Antalyi, jego ciało zostało przetransportowane do Prisztiny, gdzie je pochowano.